# Cirolana yucatana
Cirolana yucatana là một loài chân đều trong họ Cirolanidae. Loài này được Botosaneanu & Iliffe miêu tả khoa học năm 2000.